# Grete Rosenberg
Margarete "Grete" Rosenberg (Hannover, Niedersachsen, 7 d'octubre de 1896 – Hildesheim, Niedersachsen, 5 de febrer de 1979) va ser una nedadora alemanya que va competir a començaments del segle xx.
El 1912 va prendre part en els Jocs Olímpics d'Estocolm, on disputà dues proves del programa de natació. En la prova dels 100 metres lliures fou quarta a la final, a dues dècimes del tercer de Jennie Fletcher. En la prova dels relleus 4x100 metres lliures guanyà la medalla de plata conjuntament amb les seves companyes d'equip Wally Dressel, Louise Otto i Hermine Stindt.
El 1913 va guanyar el seu primer títol del campionat alemany dels 100 metres estil lliure. Posteriorment, entre 1916 i 1922 en guanyà set més de manera consecutiva.
El 2010 se li dedicà un carrer de Hannover.